# Junkerhaus (Lemgo)
Junkerhaus ist der Name des von Karl Junker erbauten zweistöckigen Fachwerkhauses, das seit seiner Fertigstellung im Jahr 1891 zu den Sehenswürdigkeiten der Stadt Lemgo zählt. Karl Junker bewohnte das Haus bis zu seinem Tod im Jahre 1912 und arbeitete beständig an der weiteren Ausgestaltung.

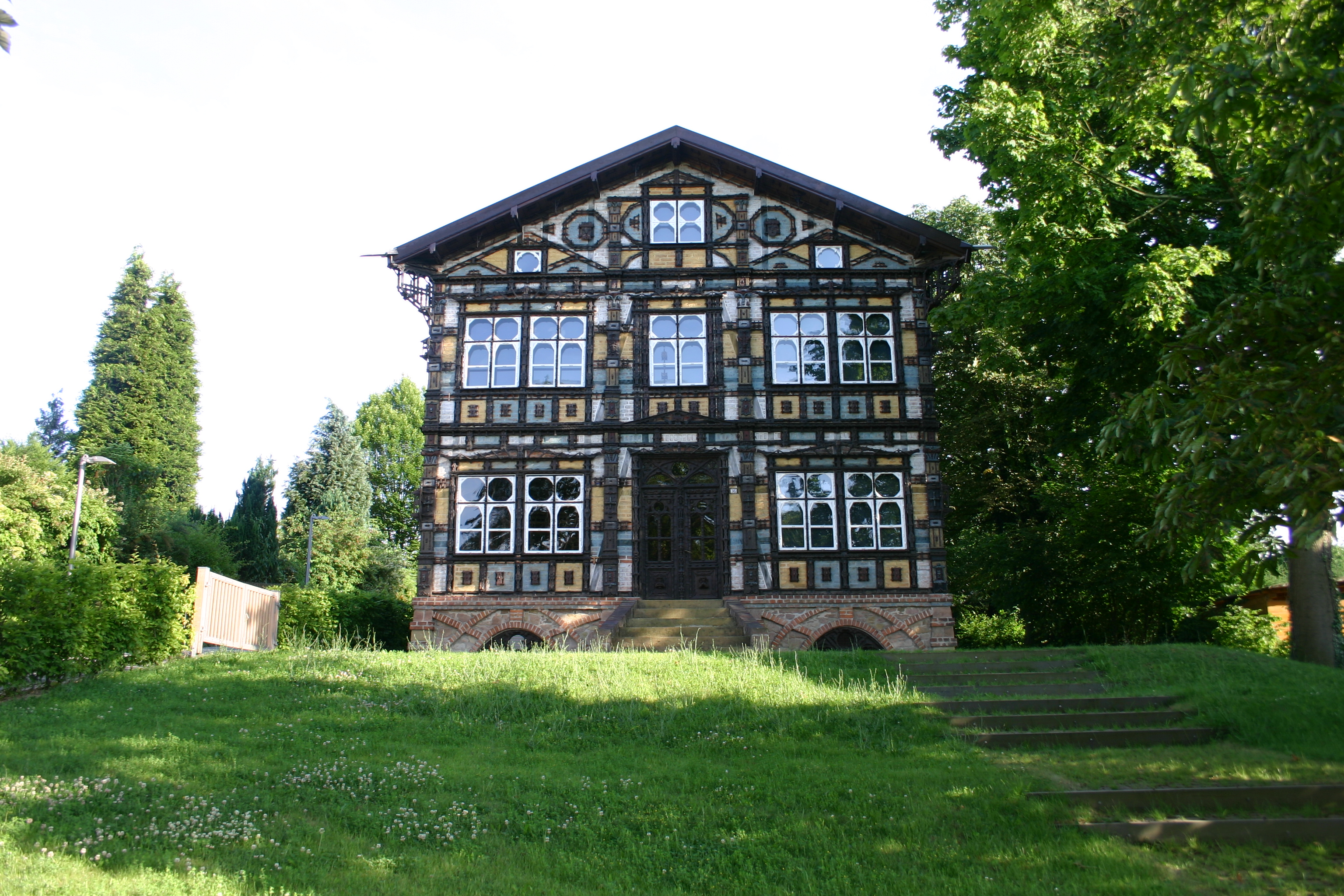
Junkerhaus abends (2005)

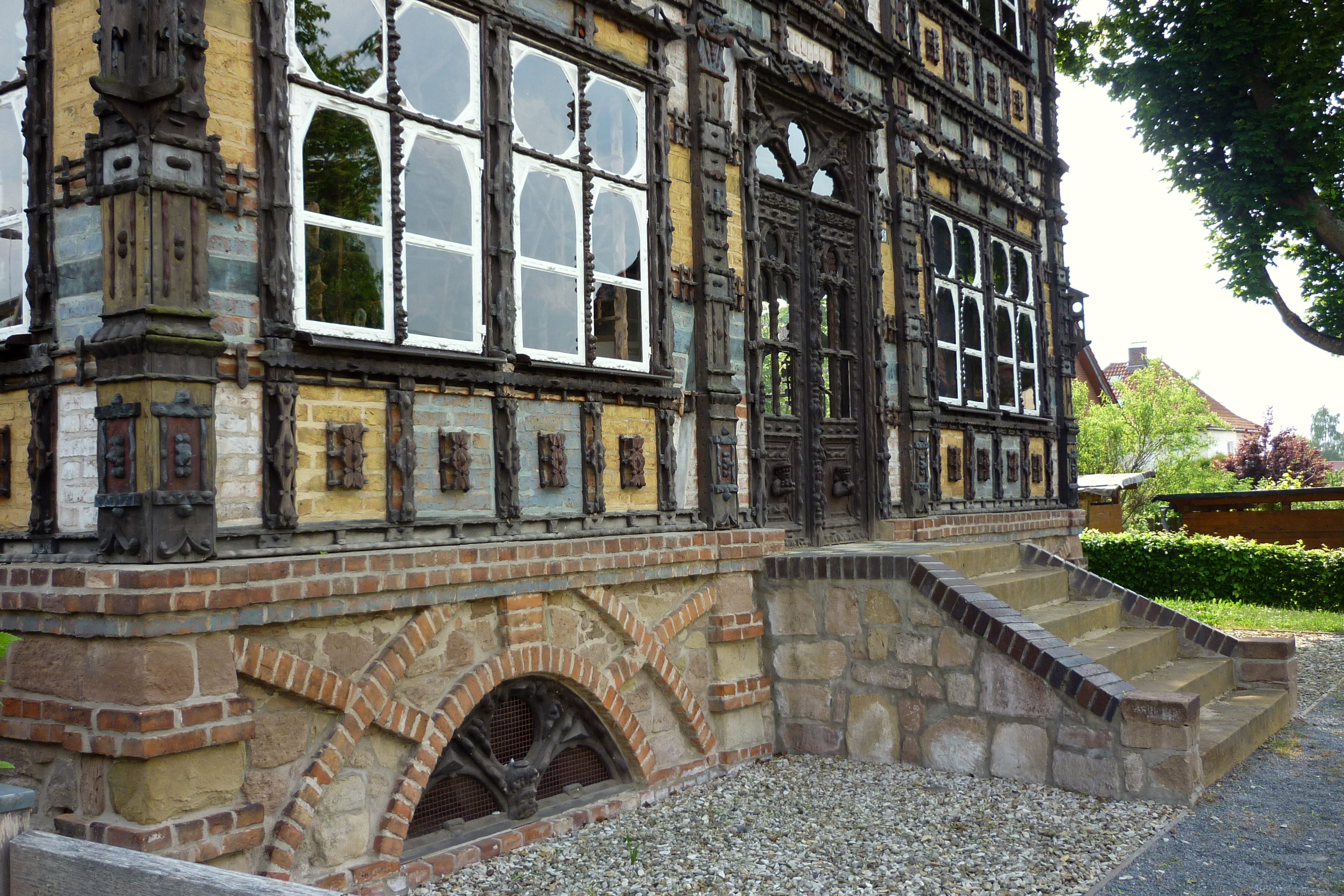
Vorderer Eingang des Junkerhauses

Der als eigenwillig geltende Künstler gestaltete in jahrelanger Arbeit das Gebäude mit phantasievollen Schnitzereien und schuf auch die Zier- und Einrichtungsgegenstände im Inneren. Dabei gibt es fließende Übergänge zwischen den Möbeln, Einbauten und Wandgestaltungen. Seit 1962 unterhält die Stadt Lemgo das Gebäude. Ferner informiert ein Museum dort über Leben und Werk von Karl Junker.
Nachdem das Junkerhaus bis Anfang der 2000er Jahre zusehends zu verfallen drohte, erfolgten 2004 umfassende Instandsetzungs- und Restaurierungsmaßnahmen sowie die Errichtung einer Ausstellungshalle, in der Exponate aus dem künstlerischen Nachlass von Karl Junker zu sehen sind. Seitdem präsentiert sich das Junkerhaus als architektonisches Gesamtkunstwerk mit angegliedertem Kunstmuseum.
Das Gebäude ist kunsthistorisch nur schwer einzuordnen. Seine Formensprache lässt sich als Vorläuferin des Expressionismus, aber auch von Jugendstil und Historismus interpretieren.